# Александровские ворота (Царское Село)
Александровские ворота — памятник архитектуры. Расположен в пейзажной части Александровского парка, у дороги на Александровку.
В 1820-е годы ворота были поставлены Адамом Менеласом у Ламского павильона, в 1846 году их перенесли на границу парка.
У чугунных ворот не было створок, они были едины по оформлению со Старо-Красносельскими воротами. Отливка была осуществлена на Петербургском чугунном заводе. Сохранился пилон со стороны Александровского парка и ещё одна база пилона с той же стороны.
Согласно мнению администрации Пушкинского района, которому противоречат данные РГИС, ворота не подлежат восстановлению на историческом месте, так как их ширина уже, чем текущая ширина дороги на Александровку. Вероятно, объект всё же будет восстановлен после определения имущественно-правового статуса и законных владельцев ворот.